# Tänzer vom Broadway
Tänzer vom Broadway ist ein US-amerikanisches Filmmusical von Charles Walters aus dem Jahr 1949 mit Fred Astaire und Ginger Rogers in den Hauptrollen. Die Uraufführung erfolgte am 4. Mai 1949. In Deutschland war der Film erstmals am 29. Dezember 1950 in den Kinos zu sehen.

## Handlung
Das Ehepaar Josh und Dinah Barkley tritt gemeinsam in Musicals auf. Mittlerweile sind sie auf dem Höhepunkt ihrer Karriere angelangt. Nach der Uraufführung ihrer neuen Show lernt Dinah den französischen Bühnenschriftsteller Jacques Pierre Barredout kennen. Der will sie davon überzeugen, nur noch tragische Rollen zu spielen. Doch Josh will die Karriere mit seiner Frau fortsetzen.
Der Produzent des Paares, Ezra Miller, stellt ihnen die untalentierte Sängerin Shirlene May vor, die Dinahs Ersatz werden soll. In einer Galerie empört sich Dinah über ein Porträt, das sie und Josh zeigt und impliziert, Dinah würde unter Joshs Kommando stehen.
An einem Wochenende besuchen die Barkleys und Miller den Landsitz Barredouts. Dort arbeitet der Schriftsteller an seinem neuen Theaterstück, das über das Leben der jungen Sarah Bernhardt handelt. Pamela Driscoll, eine zweitklassige Schauspielerin, soll mit der Rolle zum Star werden. Dinah kritisiert die Besetzung, Barredout stimmt ihr zu und sagt ihr, dass sie die bessere Wahl sei.
Zu Hause entdeckt Josh, dass Dinah heimlich die Hauptrolle in Barredouts Stück einstudiert. Josh beschuldigt sie, eine Affäre mit dem Franzosen zu haben. Der Streit endet in der Trennung der Barkleys. Während Dinah weiterhin die Hauptrolle einstudiert, führt Josh seine Show ohne seine Frau auf.
Weil das dramatische Fach für Dinah ungewohnt ist, wird die nächste Probe zu einem Fiasko. Miller versucht daraufhin das Ehepaar wieder zusammenzuführen und lässt sie bei einer Wohltätigkeitsveranstaltung auftreten. Der Auftritt des Paares ist ein voller Erfolg. Josh schlägt eine Wiedervereinigung vor, doch Dinah lehnt ab.
Josh besucht die Uraufführung des Bühnenstücks seiner Frau. Sie gibt eine brillante Vorstellung. Nach der Show findet Dinah heraus, dass die vielen Telefonate, die ihr geholfen haben, die Rolle der Sarah Bernhardt zu verstehen, nicht von Barredout, sondern von ihrem Mann Josh geführt wurden, der sich als Barredout ausgegeben hat. Dinah erzählt Josh, sie habe sich in den Franzosen verliebt. Als Josh mit gebrochenem Herzen gehen will, gesteht sie ihm, dass das nur ihre Rache für seine Tricksereien gewesen sei und sie ihn immer noch liebe. Die beiden feiern ihre Wiedervereinigung mit einem Tanz und kehren als Paar wieder auf die Bühne zurück.

## Hintergrund
- Dies ist der letzte Film mit Astaire und Rogers als Partner. Es ist der erste Farbfilm des Paares und der einzige für MGM. Er wurde nach einer zehnjährigen Pause gedreht.
- Für Rogers war zuerst Judy Garland vorgesehen, die mit Astaire den sehr erfolgreichen Film Osterspaziergang drehte. Produzent Freed ersetzte Garland durch Rogers, nachdem Garland erkrankte.
- Das Filmbudget lag bei 2,3 Millionen US-Dollar. Weltweit spielte er 5,4 Millionen US-Dollar ein.[1]
- Kameramann Stradling, der für seine Arbeit an diesem Film 1950 für den Oscar für die beste Kamera (Farbe) nominiert wurde, gewann in seiner Karriere zwei Oscars (1946 und 1965).
- Weitere oscarprämierte Mitarbeiter waren: Art-Director Cedric Gibbons mit bis dahin sechs Oscars, weitere fünf kamen später hinzu; Set-Decorator Edwin B. Willis mit bis dahin drei Oscars, weitere fünf kamen später hinzu; Ton-Ingenieur Douglas Shearer mit bis dahin fünf Oscars (dazu drei Ehren-Oscars), ein weiterer Oscar und zwei Spezial-Oscars kamen später hinzu; Spezialeffekt-Ingenieur Warren Newcombe mit zwei Oscars, ein weiterer Oscar kam später hinzu; Hermes Pan, der Astaires Tänze choreographierte, mit einem Oscar.
- Zu späteren Oscar-Ehren kamen: Art-Director Edward C. Carfagno mit drei Oscars; Set-Decorator Arthur Krams mit einem Oscar; Kostümdesigner Valles mit einem Oscar; Kameratechniker Sam Leavitt mit einem Oscar; der als Dirigent verpflichtete Adolph Deutsch mit drei Oscars; der musikalische Direktor Lennie Hayton mit zwei Oscars.

## Kritik
„Die einfache Handlung ist Aufhänger für zahlreiche Tanz- und Revueszenen mit den berühmten Stars Ginger Rogers und Fred Astaire. Ein schwungvoller, farbenprächtiger Unterhaltungsfilm.“

## Musik- und Tanznummern
- Aram Khachaturian: Säbeltanz
- Pjotr Iljitsch Tschaikowski: Klavierkonzert Nr. 1, 1. Satz
- Harry Warren (Musik): Bouncin’ the Blues
- Harry Warren (Musik) und Ira Gershwin (Text):
  - My One and Only Highland Fling[Liedtexte 1]
  - You’d be Hard to Replace
  - Swing Trot
  - Weekend in the Country[Liedtexte 2]
  - Shoes with Wings On – Hier tanzt Fred Astaire mit „fliegenden Schuhen“
  - Manhattan Down Beat[Liedtexte 3]
- George (Musik) und Ira Gershwin (Text): They Can’t Take That Away from Me[Liedtexte 4] – Dieser Song wurde auch in dem Astaire/Rogers Film Shall We Dance (1937) verwendet.